# Konstanze von Kujawien
Konstanze (poln. Konstancja; * zwischen 1268 und 1280; † 8. August 1331) war eine polnische Prinzessin und Äbtissin. Sie entstammte dem Adelsgeschlecht der kujawischen Piasten.

## Leben
Konstanze war Tochter von Herzog Siemomysław von Kujawien († 1287) und  Salome von Pommerellen. Ihre Schwester war Fenena von Kujawien, die Königin von Ungarn. Ihr Onkel war der polnische König Władysław I. Ellenlang. Konstanze wurde für die kirchliche Laufbahn vorgesehen und spätestens im Jahr 1300 war sie Äbtissin des Klosters Trebnitz. 1330 stiftete sie dem Kloster einen Kelch, der bis heute erhalten ist. Ein Jahr darauf verstarb sie und wurde wahrscheinlich in der Klosterkirche beigesetzt.